# ضفدع إيماي
ضفدع إيماي (الاسم العلمي: Rana omeimontis) (بالإنجليزية: Omei wood frog)‏ هو نوع من الحيوانات يتبع جنس الضفدع الحقيقي من فصيلة الضفادع الحقيقية.
سمي هذا النوع نسبةً إلى جبل إيماي (بالإنجليزية: Mount Emei)‏ في الصين.